# Malungon
Malungon es un municipio filipino de primera categoría, situado al sur de la isla de Mindanao. Forma parte de la provincia de Sarangani situada en la Región Administrativa de Soccsksargen también denominada Región XII. Para las elecciones está encuadrado en el único Distrito Electoral de esta provincia.

## Geografía
Malungon es la puerta de Sarangani desde la región de Dávao. Bordeando la ciudad de General Santos, situada 37 kilómetros al oeste,   y la provincia de Dávao del Sur, este muniicipio ofrece un gran potencial para los negocios, principalmente plantaciones de banano, mango, caña de azúcar y aceite de palma.
Su población está compuesta en su mayoría por cristianos e indígenas.

### Barrios
El municipio  de Malugón se divide, a los efectos administrativos, en 31 barangayes o barrios, conforme a la siguiente relación:
| - Alkikán - Ampón - Atlae - Banahaw - Banate - B'Laán | - Datal Batong - Datal Bila - Datal Tampal - J.P. Laurel - Kawayan | - Kibala - Kiblat - Kinabalan1 - Mainit Bajo - Lutay | - Malabod - Malalag Cogon - Malandag - Malungon Gamay - Nagpan | - Panamín - Población - San Juan - San Miguel - San Roque | - Talus - Tamban - Biangan Alto - Lumabat Alto - Mainit Alto |  |

## Historia

### Influencia española

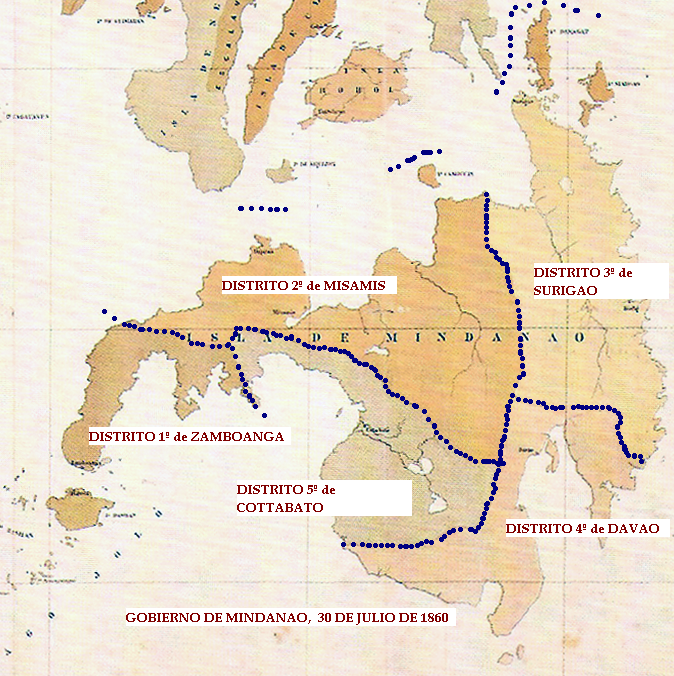
Gobierno de Mindanao: Los 5 Distritos creados por Real Decreto de 30 de julio de 1860.

El Distrito 4.º de Dávao, llamado antes Nueva Guipúzcoa, cuya capital era el pueblo de Dávao e incluía la  Comandancia de Mati,   formaba  parte de la Capitanía General de Filipinas (1520-1898).

### Independencia
En 1966 fue creada la provincia de Cotabato del Sur.
El 15 de julio de 1969 fue creado este municipio en terrenos segregados de Alabel.
Hasta 1992 esta provincia formaba el Tercer Distrito de Cotabato del Sur.
La provincia fue creada por Ley de la República N º 7228 de 16 de marzo de 1992, a iniciativa del congresista, James L. Chiongbian. Su esposa, Priscilla L. Chiongbian fue el primer gobernador de Sarangani, por lo que se les conoce como el Padre y la Madre de esta provincia.

## Lugares de interés

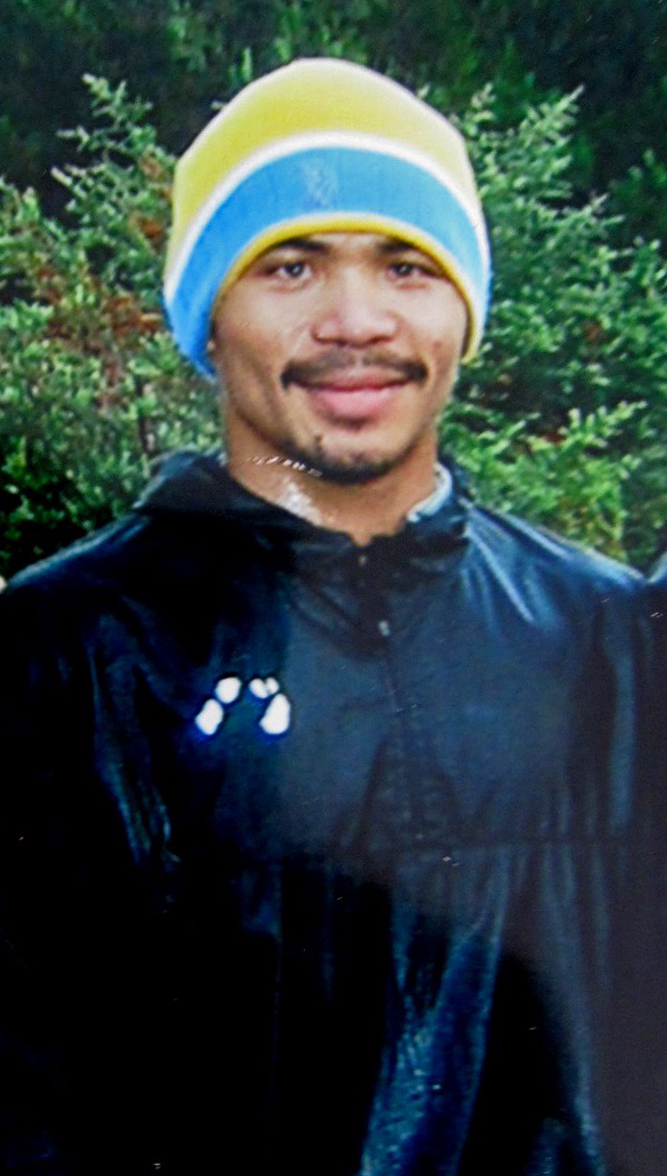
Pacquiao, antes de su combate contra Marco Antonio Barrera.

Malungon es el único municipio de la provincia situado en el interior. Sus vastas cadenas montañosas y colinas son ideales para actividades de ecoturismo. 
- Mirador de Kalumbarak (Kalunbarak Skyline) desde donde se divisan los montes Apo, Matutum, la bahía de Sarangani y el Golfo de Dávao que abarca cinco provincias. Clima fresco y  paisaje espectacular.
- Granja de PacMan (PacMan Farm), granja de mango donde se exponen recuerdos del boxeador Manny Pacquiao.
- Poblado-museo de Lamlifew (Lamlifew Village Museum) del grupo étnico blaan tejen y ofrecen productos artesanales.

## Festivales
Cada 15 de julio Malungon celebra su  festival  (S'lang Festival) donde los aldeanos  muestran los productos de las tierras altas, fruto de la rica herencia cultural de las tribus indígenas de los  blaans y los tagakalos. Coincide esta fiesta con la conmemoración de la fundación de este municipio.  S'lang es una palabra B'Laán que significa "trueque".